# Soyons gai
Pour plus de détails, voir Fiche technique et Distribution.
Soyons gai (Let Us Be Gay) est un film américain réalisé par Robert Z. Leonard, sorti en 1930.
C'est aussi, à une lettre près, le titre de la version française (Soyons gais) qui a été tournée l'année suivante par Arthur Robison.

## Fiche technique
- Titre original : Let Us Be Gay
- Titre français : Soyons gai
- Réalisation : Robert Z. Leonard
- Scénario : Frances Marion et Lucille Newmark d'après la pièce de Rachel Crothers
- Direction artistique : Cedric Gibbons
- Costumes : Adrian
- Photographie : Norbert Brodine
- Société de production : Metro-Goldwyn-Mayer
- Pays d'origine : États-Unis
- Format : Noir et blanc - Mono
- Genre : comédie dramatique
- Date de sortie : 1930

## Distribution
- Norma Shearer : Kitty Brown
- Rod La Rocque : Bob Brown
- Marie Dressler : Mme Bouccicault
- Gilbert Emery : Townley
- Hedda Hopper : Madge Livingston
- Raymond Hackett : Bruce Keene
- Sally Eilers : Diane
- Tyrell Davis : Wallace Granger
- Wilfred Noy : Whitman

Acteurs non crédités
- Mary Gordon : Mme McIntyre
- Helene Millard : Helen Hibbard
- Dickie Moore : Bob Brown enfant

## Production
Le film fut tourné précipitamment, en vingt-six jours, en raison de la grossesse de Norma Shearer. Une version en français fut ensuite tournée, en 1931, avec le titre Soyons gais, sous la direction d'Arthur Robison, et dont les interprètes principaux furent Lili Damita (née française), Adolphe Menjou, et Françoise Rosay (actrice française).